# San Martín de la Vega
Pour les articles homonymes, voir De la Vega.
San Martín de la Vega est une municipalité dans le sud de la communauté de Madrid, située dans la Comarque de Las Vegas. Elle est bordée par les municipalités de Pinto, Valdemoro, Ciempozuelos, Chinchón, Morata de Tajuña, Arganda del Rey, Rivas-Vaciamadrid et Getafe. Elle occupe une superficie de 105 km2 et se trouve à 515 mètres d'altitude. En 2009, sa population s'élevait à 18 256 habitants.

## Politique
|   | Années      | Parti politique | Maire                  |
| - | ----------- | --------------- | ---------------------- |
| 1 | 1979 - 1988 | PSOE            | José Luis Vállega      |
| 2 | 1988 - 2003 | PSOE            | Juan Carlos Vállega    |
| 3 | 2003        | PP              | Carmen Guijorro        |
| 4 | 2004 - 2007 | PSOE + IU       | Miguel Ángel Belinchón |
| 5 | 2007 - ...  | PP              | Carmen Guijorro        |